# Miente Stheemann
Marie Julie (Miente) Boellaard-Stheeman (Amsterdam, 25 juli 1937) was sinds 1982 hofdame van koningin Beatrix der Nederlanden en sinds 2013 van haar oudste zoon en opvolger koning Willem-Alexander der Nederlanden. Begin 2014 legde zij haar functie neer.

## Biografie
Stheeman is lid van het patriciaatsgeslacht Stheeman en een dochter van de Amsterdamse rechtbankpresident mr. Ubbo Willem Hendrik Stheeman (1903) en Johanna Maria Frederika Beelaerts van Emmichoven (1902), lid van het geslacht Beelaerts. 
Zij trouwde in 1961 met mr. Willem Hendrik Cornelius Boellaard (1930-2016), oud-directeur van distilleerderij Erven Lucas Bols, lid van het geslacht Boellaard en zoon van verzetsman Willem Anton Hendrik Cornelius (Pim) Boellaard (1903-2001) en kunstschilderes Anna Louisa barones van Heeckeren (1907-1991). Uit dit huwelijk werden drie kinderen geboren.
In 1982 werd Stheeman benoemd tot hofdame van koningin Beatrix. Sinds 2013 was zij hofdame van koning Willem-Alexander. Begin 2014 legde zij haar functie neer. Op 19 maart kreeg zij het Erekruis in de Huisorde van Oranje uitgereikt.